# Koppensnellen (heien)
Koppensnellen is de bewerking waarbij na het inheien van betonnen heipalen van een paalfundering, met een hydraulische schaar  beton van de bovenzijde van de paal wordt verwijderd. De wapening (de stalen wapeningsstaven) wordt zo blootgelegd en deze wordt in een volgende werkgang vervlochten met de wapening van de uiteindelijk te maken constructie, waardoor deze na voltooiing één geheel vormt met de heipalen.